# 兵庫県道512号新田大沢線
兵庫県道512号新田大沢線（ひょうごけんどう512ごう にったおおぞうせん）は、兵庫県三木市を通る一般県道である。

## 概要
三木市吉川町新田から三木市吉川町吉安に至る。

### 路線データ
- 起点：三木市吉川町新田（兵庫県道315号下相野森線交点）
- 終点：三木市吉川町吉安（吉安交差点、兵庫県道17号西脇三田線交点）
- 総延長：6.566 km

## 路線状況

### 重複区間
- 兵庫県道316号広野永福線（三木市吉川町畑枝 - 三木市吉川町富岡）

### 道路施設

#### 橋梁
- 福井橋（北谷川、三木市）

## 地理

### 通過する自治体
- 三木市

### 交差する道路
| 交差する道路                         | 交差する場所 | 交差する場所      |
| ------------------------------------ | ------------ | ----------------- |
| 兵庫県道315号下相野森線              | 吉川町新田   | 起点              |
| 兵庫県道719号三田西インター吉川線    | 吉川町畑枝   |                   |
| 兵庫県道316号広野永福線 重複区間起点 | 吉川町畑枝   |                   |
| 兵庫県道316号広野永福線 重複区間終点 | 吉川町富岡   |                   |
| 兵庫県道17号西脇三田線               | 吉川町吉安   | 吉安交差点 / 終点 |

### 沿線
- ライオンズカントリー倶楽部
- 三甲ゴルフ倶楽部
- 三木市立吉川中学校